# 32 Cassiopeiae
32 Cassiopeiae, eller RU Cassiopeiae, är en blåvit underjätte i stjärnbilden Cassiopeja. Den misstänktes vara variabel och fick variabeldesignationen RU Cassiopeiae. Noggrannare mätningar har kunnat fastslå att den inte är variabel. Stjärnan är av visuell magnitud +5,56 och är därmed synlig för blotta ögat.